# Rolf-Dieter Heuer
Rolf-Dieter Heuer (Boll, 24 de maio de 1948) é um físico alemão.

## Vida
Heuer estudou física na Universidade de Stuttgart. Ele então obteve seu Ph.D. em 1977 na Universidade de Heidelberg sob Joachim Heintze por seu estudo dos modos de decaimento neutros do Ψ(3686).
Seus estudos de pós-doutorado incluem o experimento JADE no anel de armazenamento de elétrons-pósitrons PETRA no DESY, e a partir de 1984, no experimento OPAL no CERN, onde ele também se tornou porta-voz da colaboração OPAL por muitos anos.
Tendo sido oferecido um professor titular de física experimental na Universidade de Hamburgo, Heuer retornou ao DESY em 1998. Em 2004, foi nomeado Diretor de Pesquisa da DESY.
Em dezembro de 2007, o Conselho de Investigação do CERN anunciou que Heuer se tornaria Director-Geral do CERN a partir de 1 de janeiro de 2009, sucedendo a Robert Aymar.
Em 2011, Heuer proferiu uma palestra The High Energy Frontier Past, Present and Future no simpósio internacional de física subnuclear realizado na Cidade do Vaticano.
Desde novembro de 2015, Heuer é membro do Grupo de Conselheiros Científicos Chefes criado pela Comissão Europeia. Em 2016 tornou-se Presidente da Deutsche Physikalische Gesellschaft e, em maio de 2017, Presidente do Conselho SESAME.

Em 2022, Heuer foi nomeado membro do Think Tank da Iniciativa Síncrotron Africana com o objetivo de criar um projeto panafricano para a Fonte de Luz Africana.